# دامان (فیلم ۱۹۸۰)
دامان یا آنچال (به هندی: Aanchal) فیلمی هندی محصول سال ۱۹۸۰ و به کارگردانی آنیل گانگولی است. در این فیلم بازیگرانی همچون راجش خانا، راکهی گلزار، ریکا، پریم چوپرا، آمل پالکار و لیلا میشارا ایفای نقش کرده‌اند.